# Teenagerlove
Teenagerlove er en musical af Ernst Bruun Olsen og Finn Savery fra 1962 med popsangeren Billy Jack som hovedperson.
Henning Moritzen og Bodil Kjer bar hovedrollerne ved uropførelsen på Det kgl. Teater. De øvrige medvirkende var Lise Ringheim, Holger Juul Hansen, Pouel Kern, Gerda Schmidt, Alice Martens, Yvonne Ingdal, Lisbeth Albeck, Hanne Tvestmann og Helle Rasmussen.
Musikerne var Finn Savery, piano, vibrafon og hammondorgel, Harald Michelsen/Sv. Aa. Blankholm, saxofon og fløjte, Erik Moseholm/Finn E. Hansen, kontrabas, Fritz von Bülow, guitar og Alex Riel, trommer.
Musicalen blev udgivet 1962 i uddrag ved Ernst Bruun Olsen på 30 cm LP, PHILIPS PP 8002.
Hele forestillingen blev optaget af Knud Hegermann-Lindencrone 28. maj 1963 og udgivet på to CD'er af NAXOS i 1999.